# آشپزی ارمنی
دربارهٔ تغذیه ارمنیان از دیرباز و از زمان حکومت پادشاهی آراراتیان اطلاعاتی در دست است. پایه و اساس این شیوه تغذیه را از رشته‌های مختلف کشاورزی می‌توان دانست. در ارمنستان باستان تاکستان‌های بزرگی وجود داشت و پرورش درخت انگور (مو) از اهمیت خاصی برخوردار بود.
حفاری‌های دژ وان، مانازگرد، کارمیربلور و کارخانه شراب‌سازی آرنی-۱، گواه بر این امر هستند. در کنار کار زراعت و مزرعه داری انواع مختلف دامداری‌ها نیز رواج داشت. محصولات مختلف کشاورزی و دامداری همراه با گیاهان طبیعی در دشت‌ها که به صورت خود رو در دسترس مردم سرزمین اَرمن بود. پایه و اساس شیوه خورد و خوراک و تغذیه آنان را فراهم کرد.

## تاریخ
انواع غلات و حبوبات توسط کشاورزان به دست می‌آمد در غذاهای ارمنی نقش ایفا کردند. به ویژه گندم، انواع بلغور، باقلا، نخود، عدس، لوبیا و غیره.
هاون‌ها و آسیاب‌های دستی که در حفاری‌های باستان‌شناسی بدست آمده‌اند و نیز شواهد قوم‌شناسی در مورد تهیه انواع بلغور در نزد ارمنیان گواهی می‌دهند.
هاون‌های بدست آمده از سنگ بازالتی مربع شکل بوده که سوراخ و حفره ایی قیفی شکل در آن تعبیه گردیده بود. دسته هاون نیز که از جنس سنگ یا چوب بود برای کوبیدن دانه‌های داخل هاون بکار می‌رفت و سبوس آن‌ها گرفته شده نوع خاصی از بلغور به نام «کورکوت» بدست می‌آمد.
ابزاری دیگری نیز به همین شکل به نام «دینگ» وجود داشت که برای گرفتن سبوس برنج به کار می‌رفت. برای بدست آوردن بلغور ریزتر از آسیاب دستی استفاده می‌شد. نیز برای بدست آوردن انواع مختلف بلغور و آرد از پانزده نوع الک بهره می‌گرفته این گونه آسیاب‌های دستی از زمان باستان تا سده هشتم میلادی در ارمنستان به کار می‌رفت و از آن پس آسیاب آبی جایگزین شد.

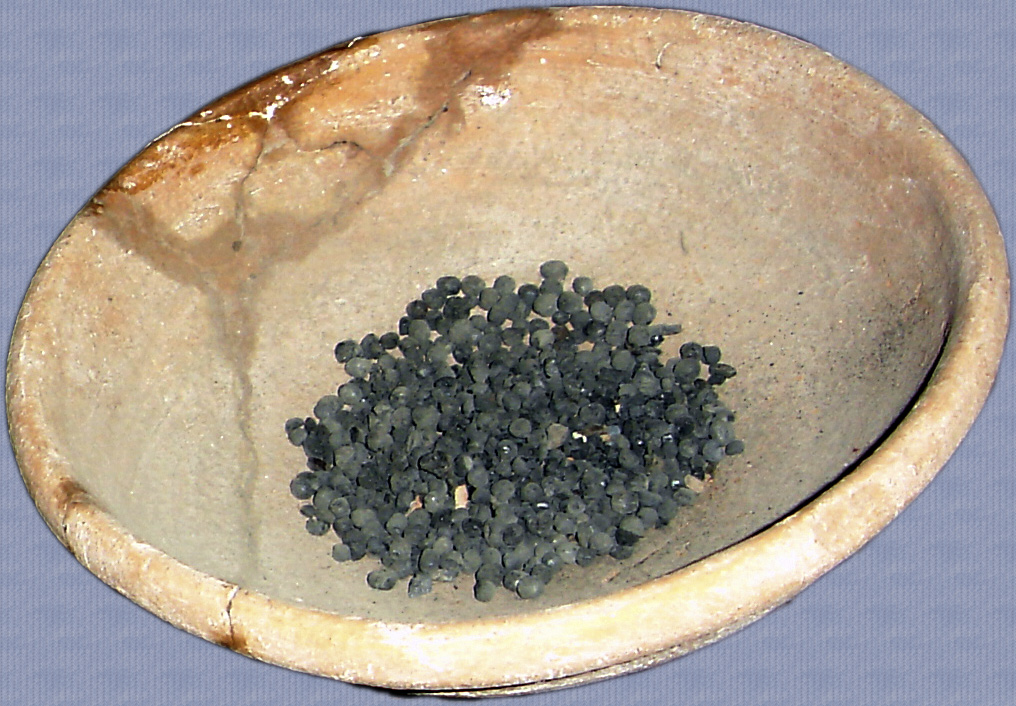
دانه‌های گندم یافت شده در کارمیربلور
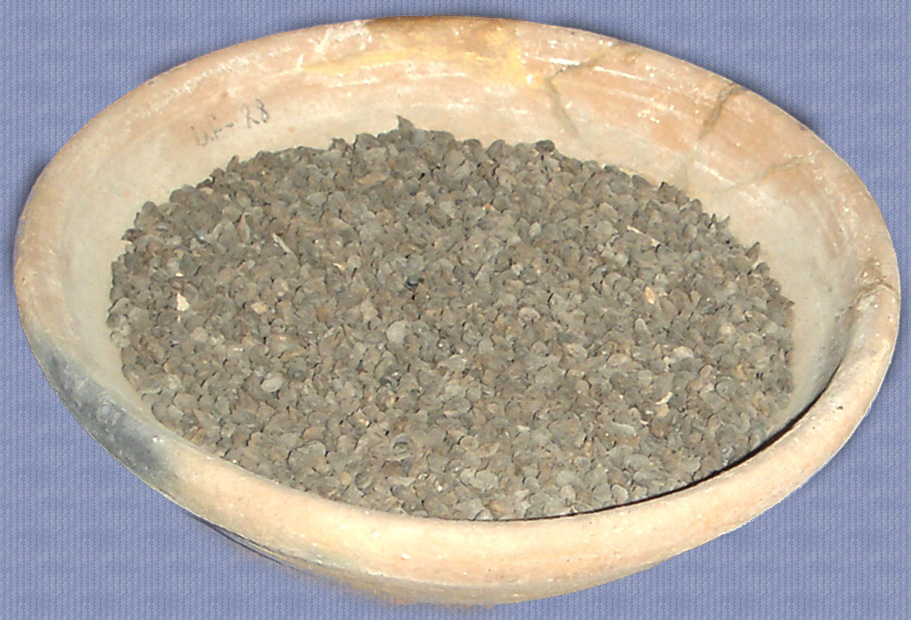
نخودهای یافت شده در دژ اربونی
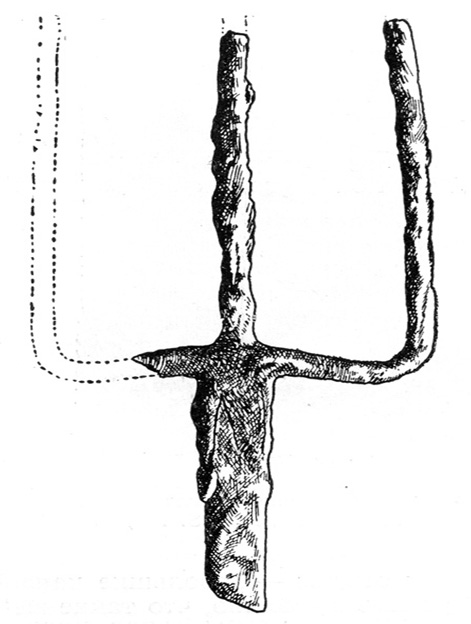
ابزار آلات کشاورزی یافت شده در شهر باستانی توشپا
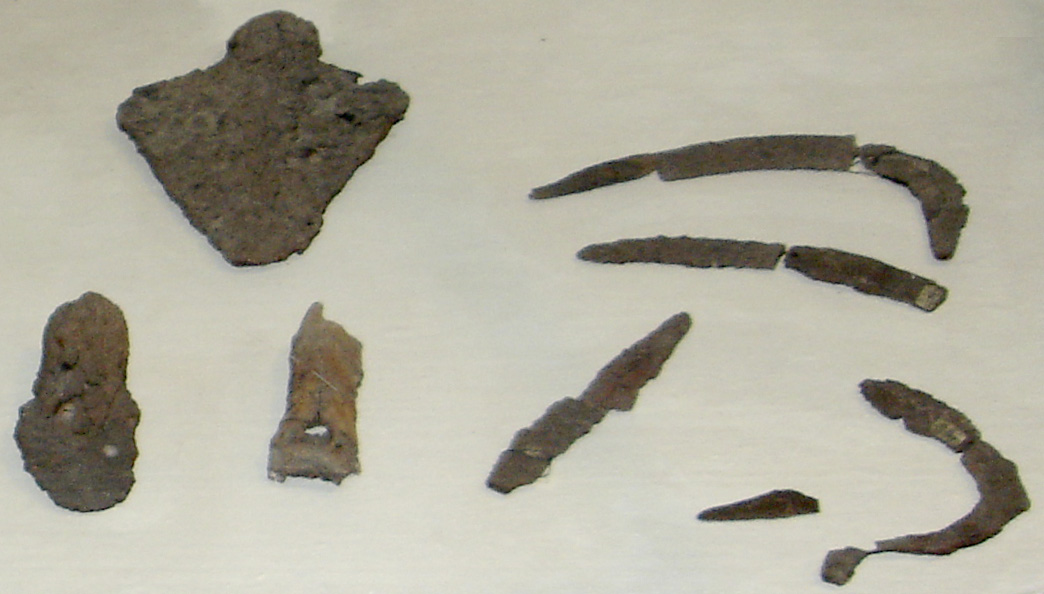
ابزار آلات کشاورزی یافت شده در کارمیربلور، (بیل و داس و گاوآهن یا خیش)
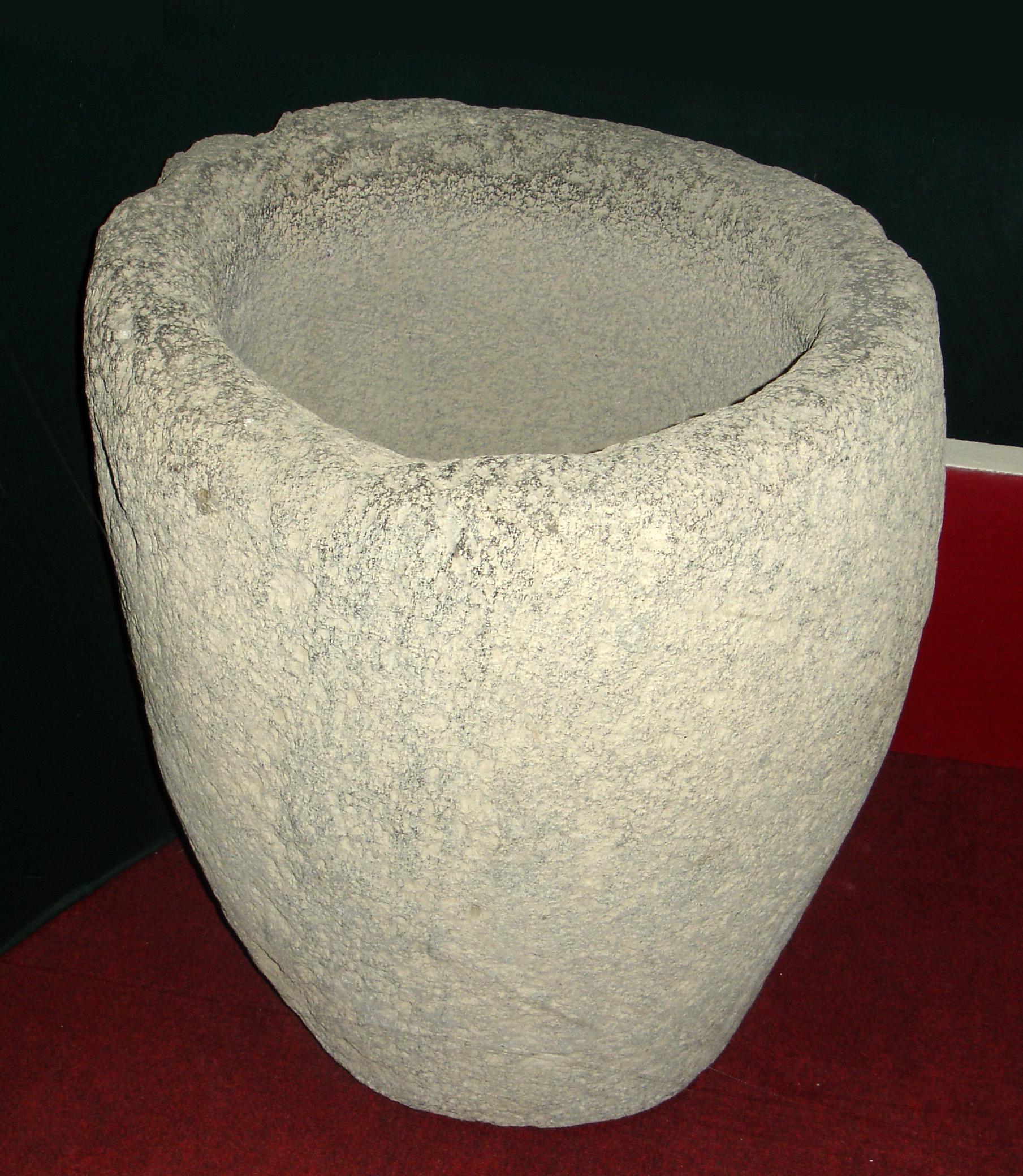
هاون سنگی یافت شده در کارمیربلور
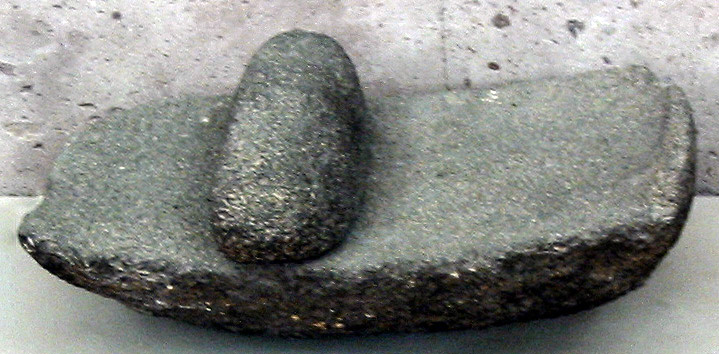
آسیاب دستی یافت شده در کارمیربلور
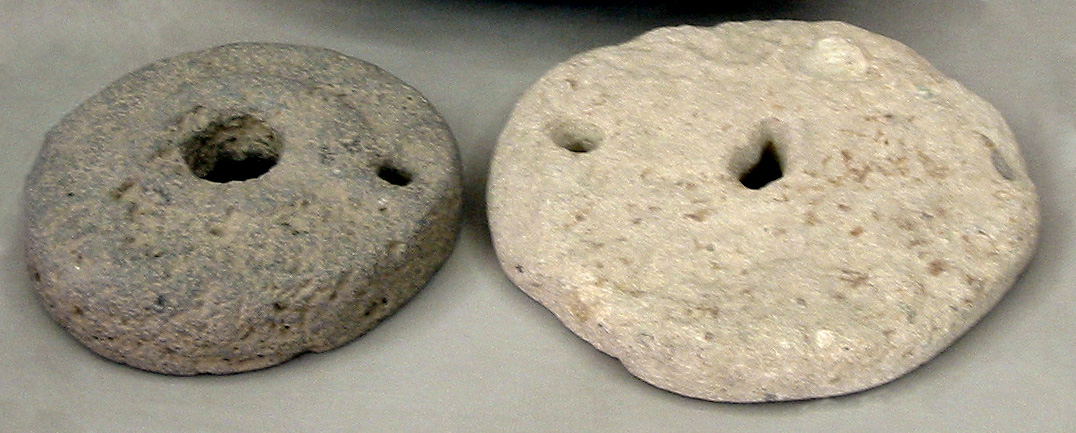
آسیاب یافت شده در کارمیربلور

## نان‌های ارمنی

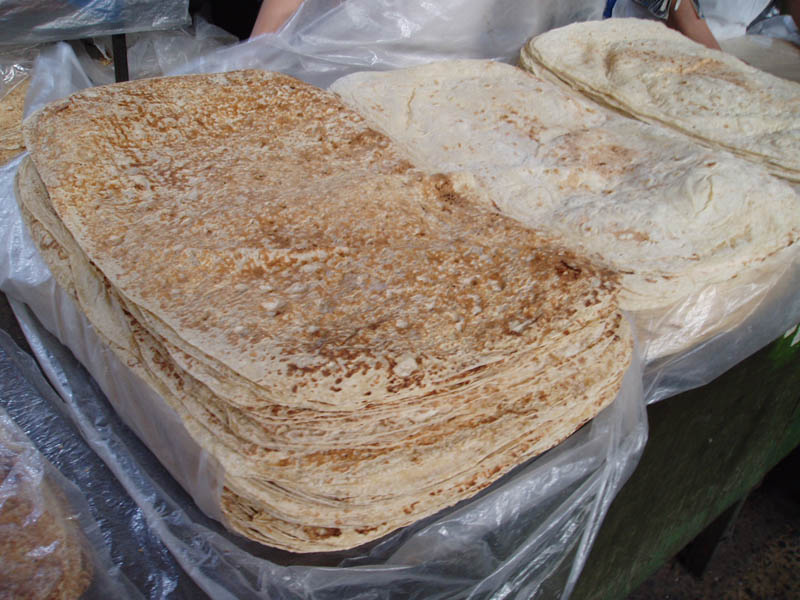
نان لواش ارمنی در ایروان

انواع اعلای آرد از گندم بدست می‌آمد که (در ارمنی: «ناشیه»، «خوراک» به لاتین: khurak و «گِرماک»)، نامیده می‌شدند و از آن‌ها انواع نان و شیرینی تهیه می‌شد.
غذای اصلی روستایی ارمنی را نان گندم تشکیل می‌داد از این نان و شیرینی‌ها در تنورهای گلین روستایی پخته می‌شد. نان لواش نان ملی ارمنی است که در تنورها (که با شاخ و چوب و تپاله گرم می‌شد)، تهیه می‌شود. بر اساس یافته‌های باستان‌شناسی نان پزی و شیرینی پزی در میان ارمنیان حداقل پیشینه دو و نیم هزار ساله دارد.
مایه خمیری که برای پختن شیرینی به کار می‌رفت، «خاش»، نام داشت. در تنورهایی که با چوب گرم می‌شد بر خلاف تنورهایی که با تپاله گرم می‌شد و نان لواش نازک بدست می‌آمد، نان دارای ضخامت بود و «بوکون» نام داشت. نان گردی که پخته می‌شود در نواحی جنگلی ارمنستان در لهجه‌های محلی «بومب»، نامیده می‌شود و در زبان باستان به آن «پان»، می‌گفتند.
ارمنیان دوران باستان لواش‌های ضخیم را (شاوت)، یا (شوت)، می‌نامیدند. در حفاری‌های کارمیربلور نان پخته هم بدست آمده‌است. نوعی نان نیز که از آرد ارزن تهیه شده بود کشف شده‌است و شکل بیضوی داشته و در مرکز دارای سوراخ است. شواهدی در دست است که قشر ثروتمند جامعه از نان گندم و طبقات پائین جامعه و بردگان از انواع نان‌های پست استفاده می‌کردند.
از دیگر نان‌های ملی ارمنیان («ماتناکاش»، «ژینگیالُو» و «چُرِک»)، می‌باشد.
- ماتناکاش، که از آرد گندم تهیه می‌شود به نان بربری هم شباهت دارد ولی خمیر داخل آن بسیار پف‌دار تر و نرمتر از نان بربری است گرچه شکل ظاهری ماتناکاش زمخت‌تر از نان بربری است.
- ژینگیالُو هاتس (به لاتین: Zhingyalov hats)، یکی از نان (خوراکی)، سنتی ارمنیان می‌باشد که در مناطق آرتساخ، گوریس و کاپان پخت و استفاده می‌شود. در این نان از بیست نوع سبزی استفاده می‌شود. خمیر نان ساخته شده از آرد، نمک و آب می‌باشد و درون نان را با بیست نوع سبزی مانند:(نعنای فلفلی، نعنا، شوید، ترشکیان، گزنه و غیره)، (سبزی‌ها ریز ریز می‌شود و با اضافه کردن نمک، فلفل و روغن مخصوص) پُر می‌کنند و بر روی قطعه‌ای آهنی به نام «ساج» که بر روی آتش قرار گرفته گذاشته می‌شود، و آرام پخته می‌شود با توجه به منطقه طعم پخت متفاوت است.

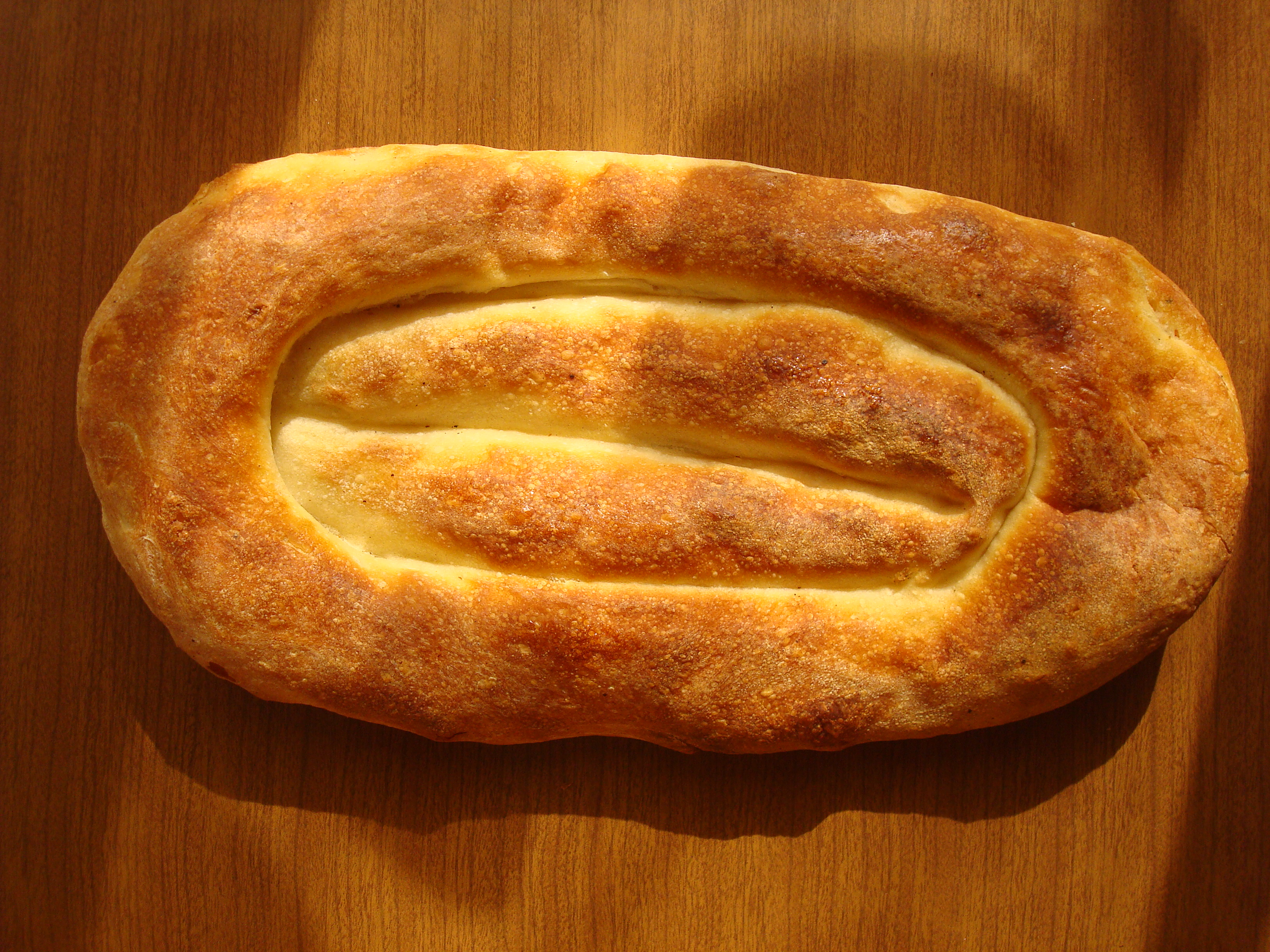
ماتناکاش
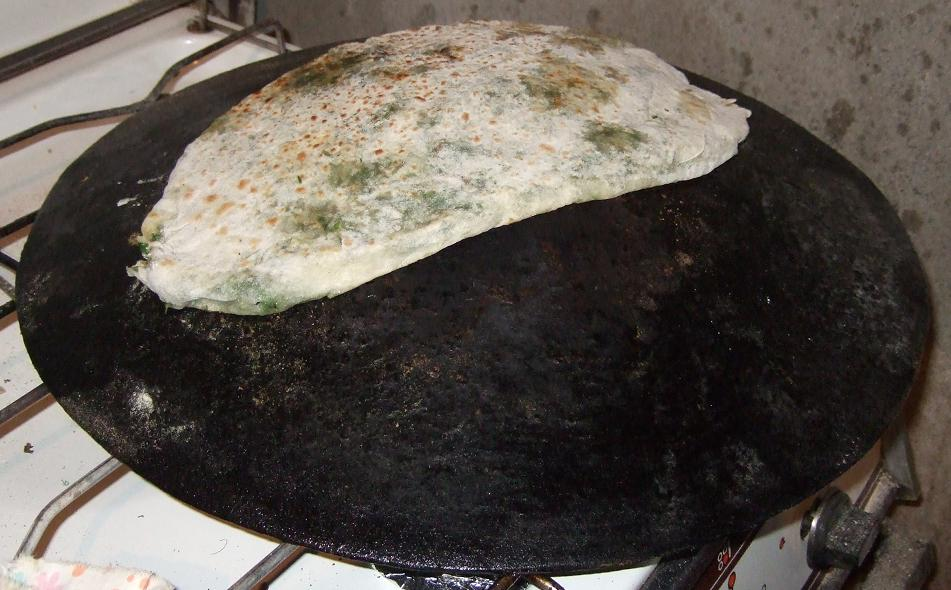
ژینگیالُو
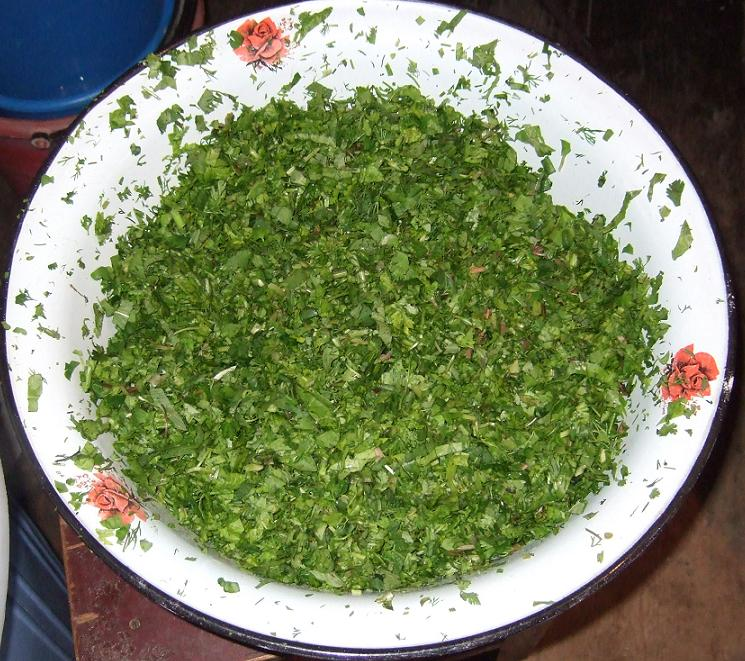
سبزی آماده شده برای پخت ژینگیالُو
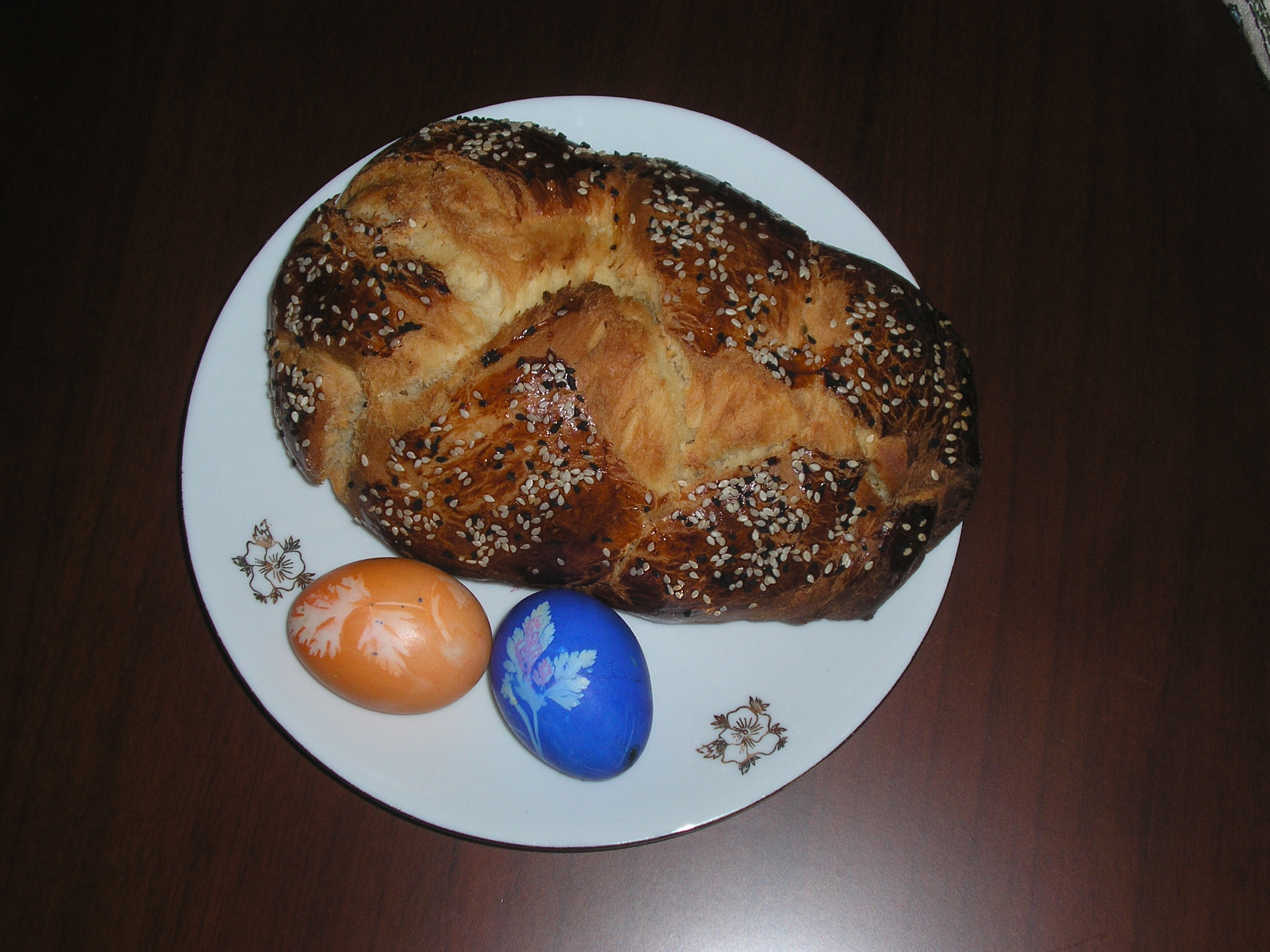
چُرِک

## شیرینی‌های ارمنی
- گاتا

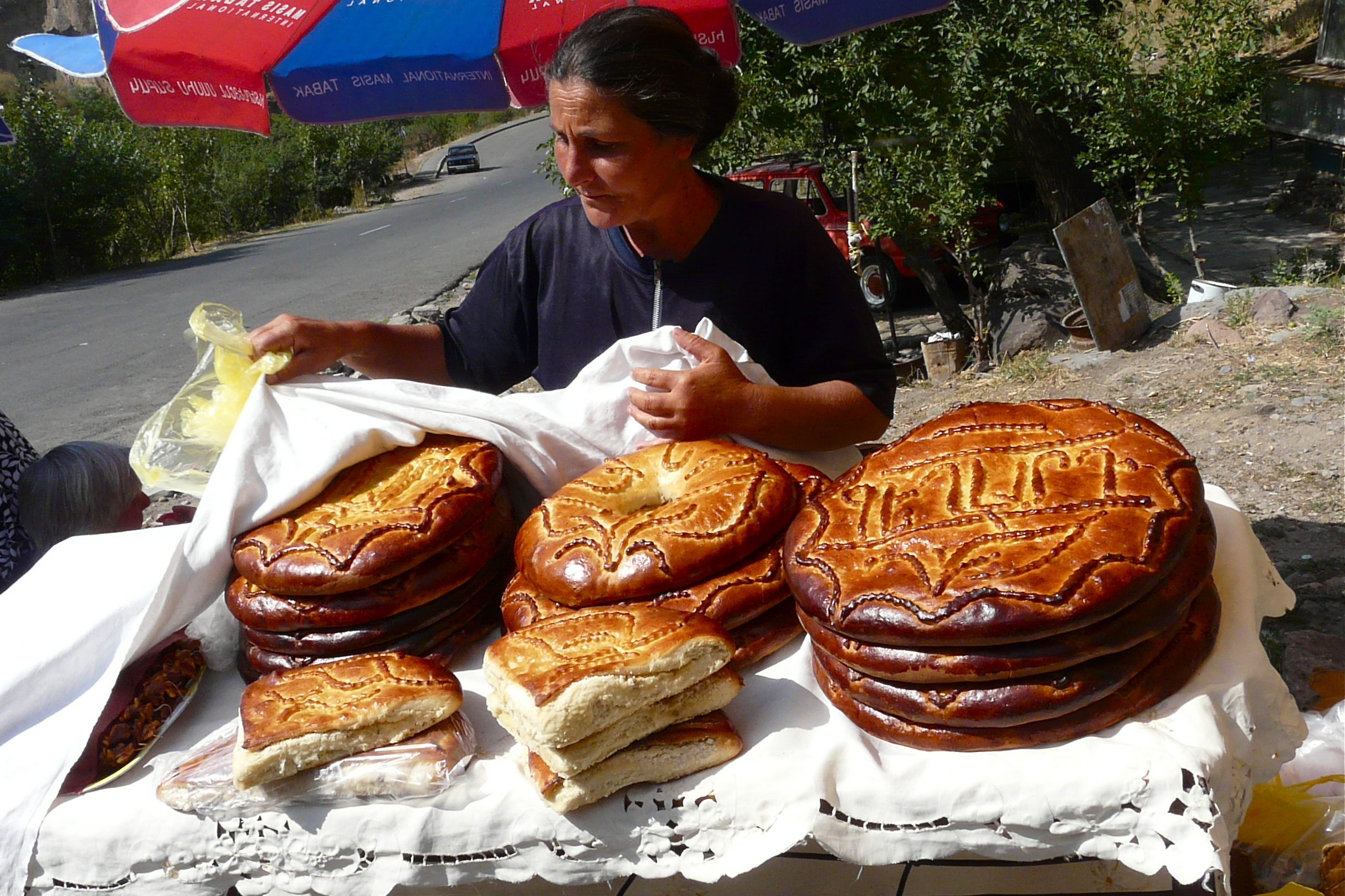
گاتا ارمنی

نوعی نان شیرینی سنتی ارمنی است که در ایام عید تهیه می‌شود.
- شیرینی «آلانی» (به لاتین: Alani)

شیرینی که با هلو خشک شده و با گردو و شکر تهیه شده‌است.
- شیرینی «آنوشاپور» (به لاتین: Anoushabour)

شیرینی که با میوه‌های خشک با کمی جو و بادام خرد شده با گردو تهیه شده‌است.
- شیرینی «باستق» (به لاتین: Bastegh)

نوعی خشکبار تهیه شده در منزل.

## غذاهای گوشتی

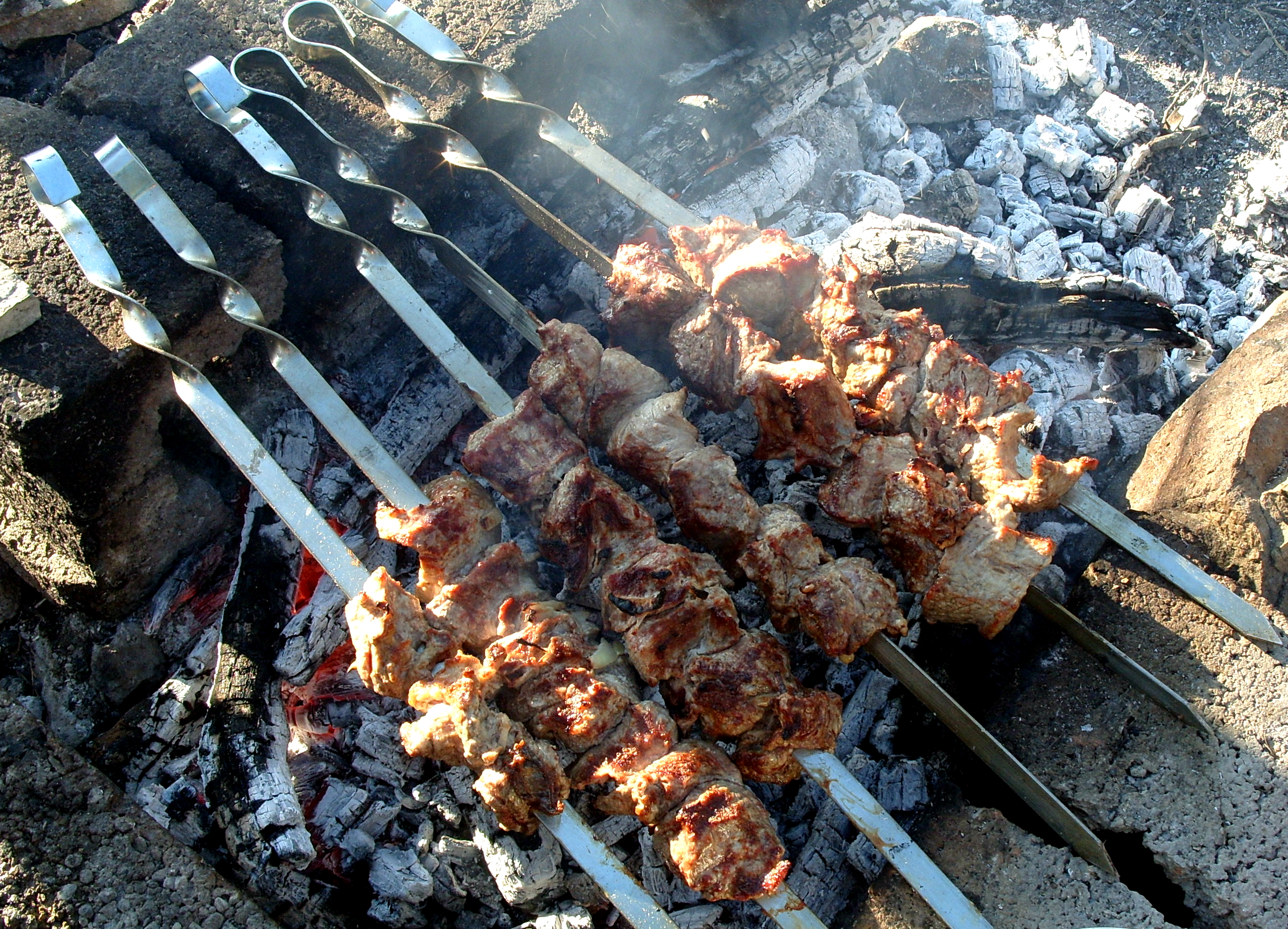
خُرُواتس ارمنی به لاتین Khorovats

انواع غذاهای گوشتی نیز در داخل تنور پخته می‌شد گوشت اصلی که ارمنیان استفاده می‌کردند از نوع گوشت گوسفند و گاو بوده‌است.
روستائیان گوشت را در داخل ظروفی از جنس مس یا برنج موسوم به «تاباک» نوعی ماهی تابه سرخ می‌کردند. یکی از غذاهای مطلوب و رایج که تاکنون نیز رواج فراوان دارد انواع کباب‌ها بود. ارمنیان از زمان باستان گوشت گوساله و گوسفند را بر روی آتش کباب می‌کردند و برای این کار از شاخ یا تَرکه درختان به عنوان سیخ استفاده می‌شد؛ و بعدها این تَرکه‌ها جای خود را به سیخ فلزی داد. گاهی نیز گوشت کامل دام را در میان سنگ‌های داغ می‌گذاشتند و با همان گونه سنگ‌ها آن را می‌پوشاندند و غذای بسیار لذیذی به نام «خوروو» (به لاتین: khorov) بدست می‌آمد.
ارمنیان از دیرباز مواد غذائی خود را برای فصل زمستان کنار می‌گذاشتند و برای این کار تا امروز هم گوشت گوسفند و گوساله، ماهی و پرنده را نمک سود کرده با مهارت ویژه نگهداری می‌کردند. ارمنیان استاد نمک‌سود کردن انواع گوشت هستند. در زبان ارمنی واژه‌ای به صورت «خوزا پوخت» وجود دارد که به معنی گوشت خوک نمک سود شده می‌باشد.
ارمنیان اهل واسپوراکان استادان مسلم تهیه کالباس دود داده بودند. انواع کنسرو گوشت برای فصل زمستان تهیه می‌شد که به آن «تهال» می‌گفتند. گوشت پخته گوسفند را در کوزه‌ها قرار داده و در آن را به دقت می‌بستند و در خاک چال می‌کردند.

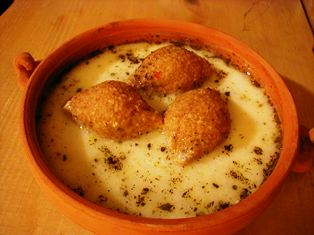
غذای «کولولاک»، متعلق به دوران پادشاهی ارمنی کیلیکیه، می‌باشد. تهیه شده از گوشت گوسفند با نوعی پودینگ، برنج، ترخون تازه و یک عدد تخم مرغ و ماست

انواع غذاهایی که از گوشت کوبیده تهیه می‌شد در نزد ارمنیان رواج بسیار داشته و دارد مانند:
«کولولیک» (به لاتین: Kololik) یا کوفته بوزباش یا کولولاک یا کوفته درشت.
ارمنیان اغلب اوقات گوشت عمل آورده را در داخل دلمه برگ مو یا کلم می‌پیچیدند.
در ارمنستان باستان چون هنوز کشت کلم رواج نداشت بیشتر از برگ مو استفاده می‌شد و گوشت را داخل آن می‌پیچیدند. درخت تاک در ارمنی «تولی» نیز نامیده می‌شود این واژه از واژه «اودولی» اورارتو اخذ شده که به معنی درخت تاک می‌باشد. این غذا که دلمه یا در ارمنی «تولما» نام دارد (اشتباهاً به کلمه دلمه تُرکی نسبت داده شده است) به معنی پر شده زیرا گوشت در داخل برگ پیچیده می‌شد. گوشت همراه با بلغور یا برنج در داخل روده گوسفند نیز پخته می‌شد و «سالاپاتور» نام داشت.
از غذاهایی که از گوشت تهیه می‌شود و در سفره ارمنیان دیده می‌شود می‌توان به:
کوفته، (گوشت گاو تازه کوبیده شده با مخلوط با پیاز، نمک، فلفل و دیگر ادویه جات)، باسترما (به لاتین Basturma)، سوجوخ و بیورک (به لاتین: Byorek) می‌باشند.

باسترما
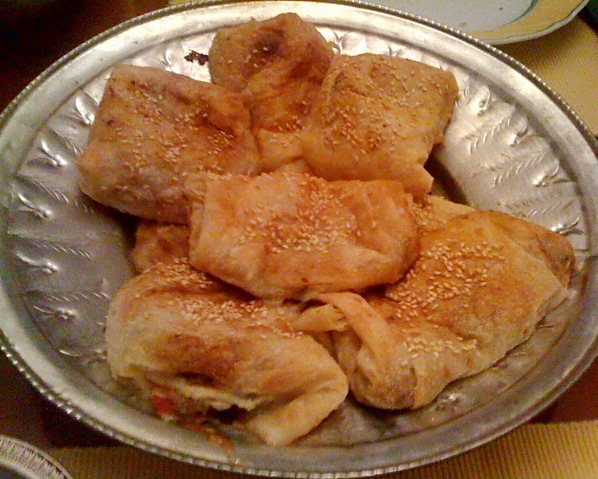
بیورک ارمنی تهیه شده از خمیر فیلو، پر شده با پنیر،اسفناج،گوشت گاو و انواع ادویه
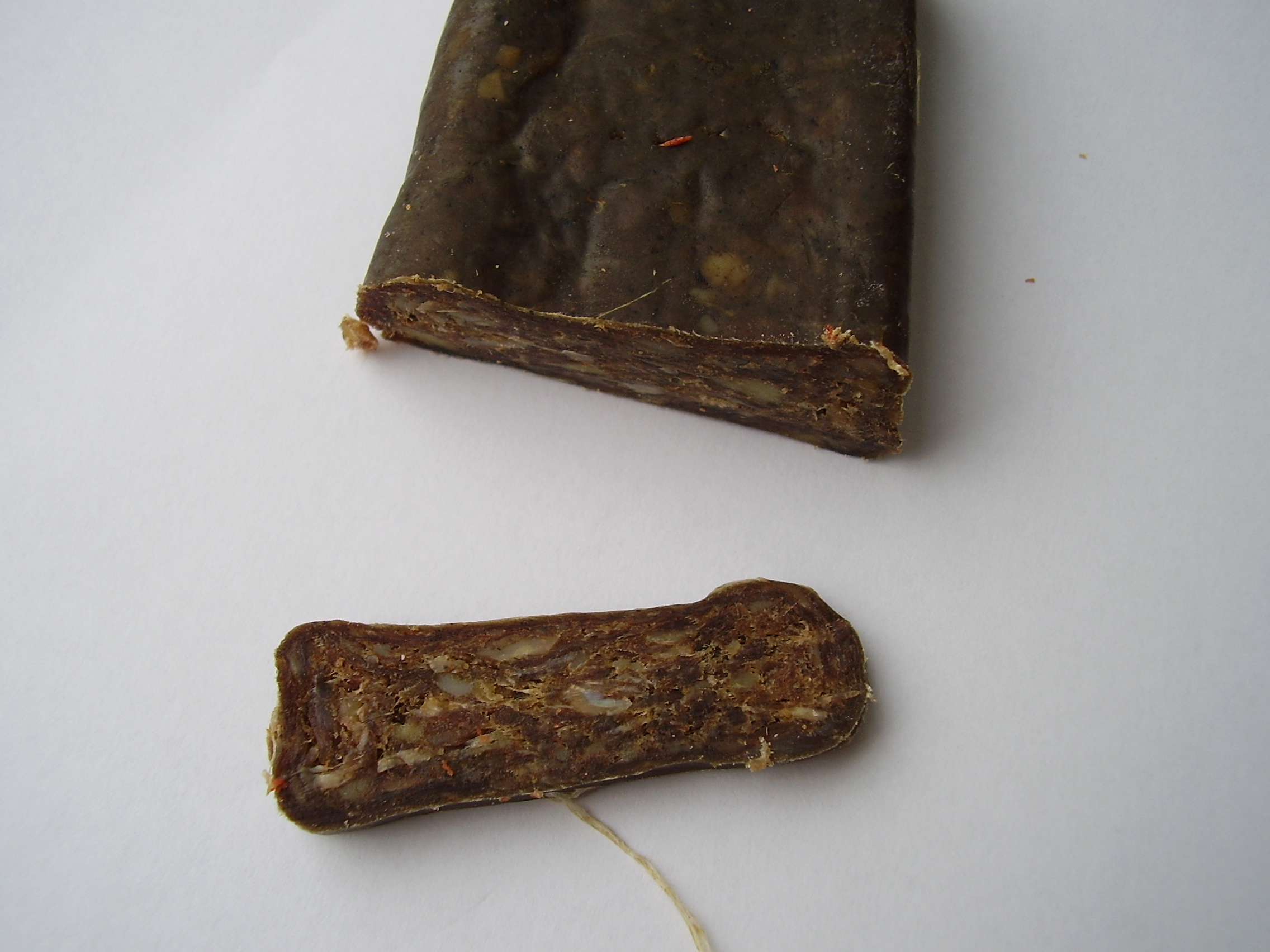
سوجوخ

## غذاهای آبکی
غذاهای آبکی چون آش (موسوم به آپور و اِسپاس)، و آبگوشت در داخل ظرف سفالی خاصی در داخل اجاق‌های مخصوص تهیه می‌شدند. معمولاً این غذاها به نام ظرفی که در داخل آن تهیه می‌شدند نام می‌گرفتند. مانند (پوتکو)، که این واژه بعدها در میان تُرکان به صورت (پیتی)، به کار رفت، و (کجوج) و غیره.

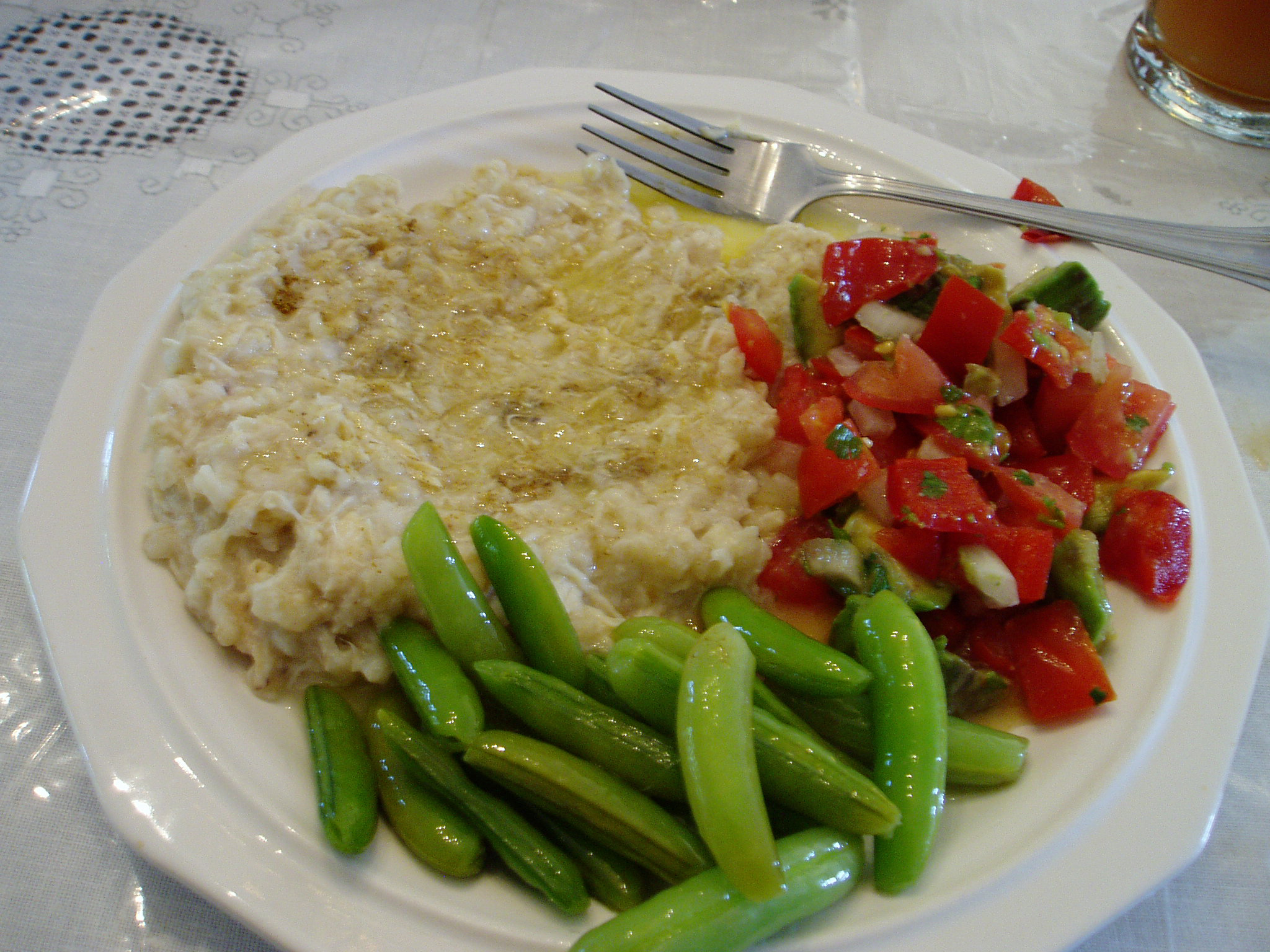
هاریسا

انواع آش را می‌توان به: «آش گوشت گوسفند مانند: آبگوشت بلغور، آبگوشت ترخون، آبگوشت برنج، آبگوشت سیب و گوجه با گوشت گوسفند، بز باش اچمیادزین، ایروان و شوشی (غذاهای محلی می‌باشند طرز تهیه آن با شهر دیگر فرق می‌کرده است). آش گوشت گاو مانند: آبگوشت ادویه دار، انواع کوفته، انواع آبگوشت با برنج، چغندر و غیره، خاش (نوعی کله پاچه خاص ارمنی‌ها که بدون کله می‌باشد)، آش گوشت و سیب زمینی و غیره. آش گوشت مرغ مانند:سوپ مرغ، سوپ مرغ با برنج، سوپ عروسی، تارخانا و غیره. آش‌های تهیه شده با ماهی ایشخان (نوعی قزل آلای ارمنی). انواع آش قارچ، آش‌های لبنی مانند:آش ماست، اِسپاس، آبدوغ، بورانی و غیره. آش‌های شیرین مانند:آش کشمش و غیره.»
آش (به ارمنی: آپور، به لاتین apur)، ماست (به ارمنی: مادزون، به لاتین: madzon)، شیر (به ارمنی: کات، به لاتین kat)، برنج (به ارمنی: بریندز، به لاتین: brindz).

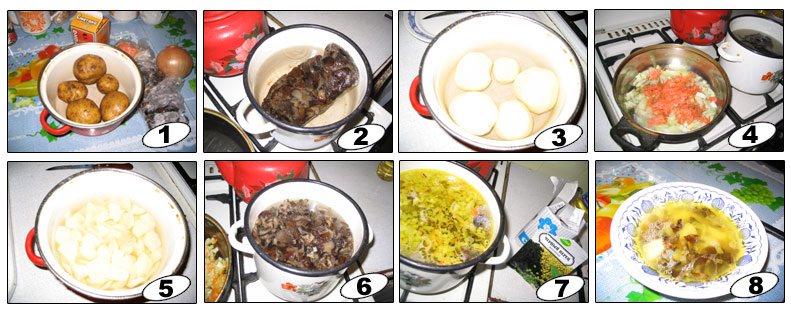
روش تهیه سوپ قارچ

- «آرگاناک» (به لاتین: Arganak)، نوعی سوپ مرغ با کوفته‌های کوچک که چاشنی آن قبل از سرو با زرده تخم مرغ (زده می‌شود) و آب لیمو و جعفری می‌باشد.
- «آش بلغور» (به لاتین: Blghourapour)، نوعی سوپ شیرین تهیه شده از گندم پوست کنده (سبوس)، پخته شده در آب انگور، به دو صورت گرم یا سرد سرو می‌شود.
- «بوزباش» به لاتین (Bozbash)، نوعی سوپ تهیه شده از گوشت گوسفند یا بره.
- «بریندز آپور» (آش برنج)، (به لاتین: Brndzapour)، نوعی سوپ برنج و سیب زمینی با چاشنی گشنیز.
- «دزاوار آپور» (آش بلغور)، (به لاتین: Dzavarapour)، گندم پوست کنده شده، سیب زمینی، پوره گوجه فرنگی، زرده تخم مرغ رقیق شده با آب قبل از سرو به سوپ اضافه می‌کنند.
- هاریسا، پوسته گندم با مرغ، گوشت گوسفند یا گوشت گاو پخته شده در آب، گوشت را خرد کرده و با پوسته گندم مخلوط می‌کنند. در هنگام سرو غذا کره یا روغن به آن اضافه می‌کنند.
- کاتن آپور (سوپ شیر برنج)، (به لاتین: Katnapour)، سوپ با برنج و با شکر شیرین می‌شود.
- کاتنُو (به لاتین: Katnov)، سوپ با برنج و با دارچین و شکر.
- کِرچیک، سوپ کلم (به لاتین: Krchik)، سوپ کلم رنده شده و آب‌پز با سرکه، پوسته گندم، سیب زمینی، و پوره گوجه فرنگی ساخته شده‌است.
- سوپ قارچ (به لاتین: Snkapur). سوپ قارچ از سبزیجات، شیر و خامه تهیه می‌شود، ولی اغلب از گوشت هم استفاده می‌کنند. همچنین می‌توان از (سیب زمینی، پیاز، کرفس و چند دانه برنج) هم در سوپ قارچ استفاده کرد.
- سوپ عدس (به لاتین: Vospapour)، با میوه‌های خشک و گردو زمینی.

## غذاهای تهیه شده از محصولات لبنی

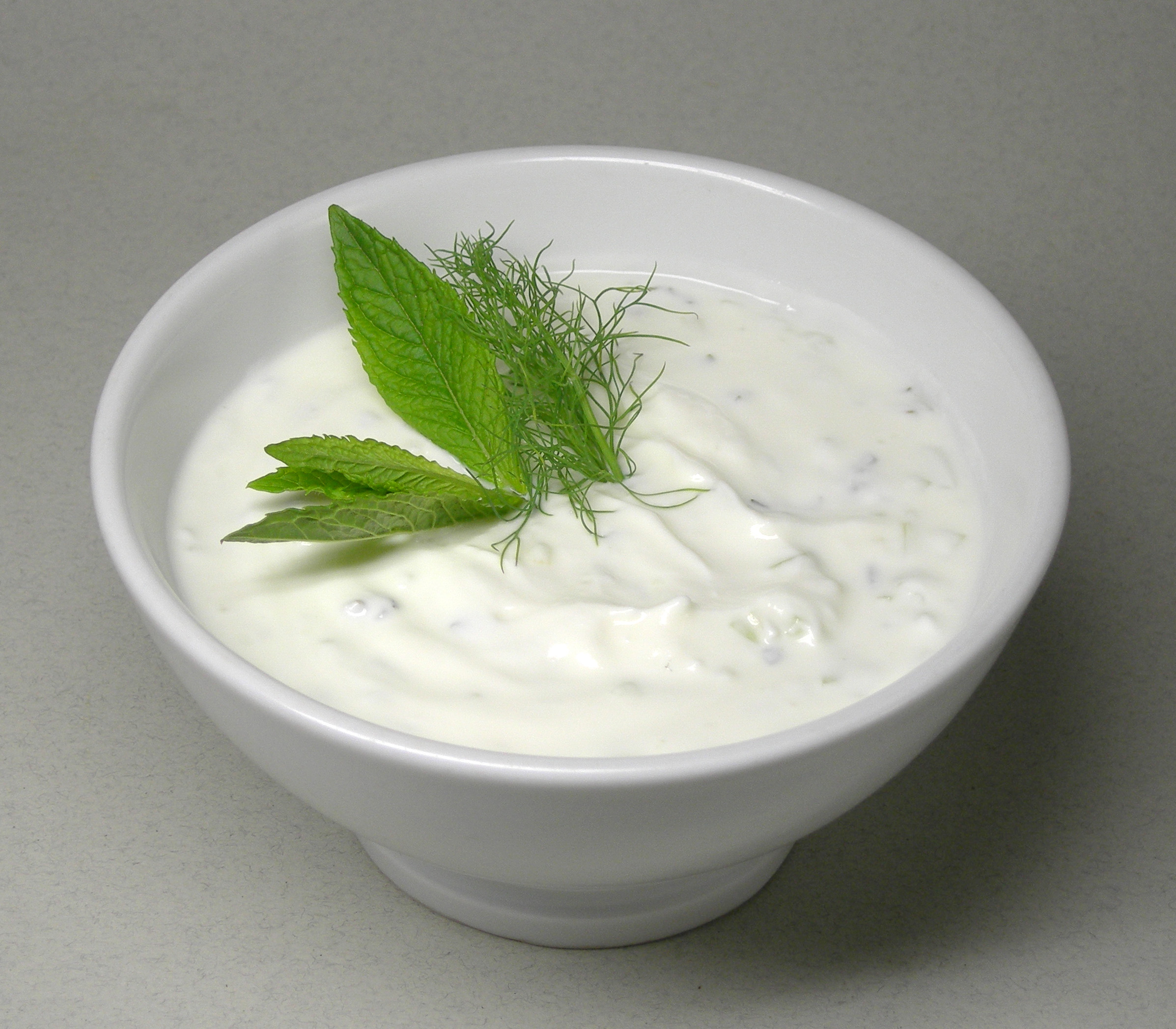
اِسپاس

محصولات شیر نیز انواع دیگر غذاها را تشکیل می‌دهد از جمله ماست. از ماست و مواد ناشی از آن انواع غذاهای آبکی چون «اِسپاس» و غیره تهیه می‌گردد.
- «اِسپاس» تهیه شده از تخم مرغ و آرد پوره، خامه ترش، اضافه کردن پوسته گندم (گاهی اوقات بو داده)، عدس یا برنج، بعد از پخت غذا به آن گشنیز، اغلب، نعناع، آویشن اضافه می‌کنند.

تا امروز نیز ظروف خاصی به صورت بشکه سفالی یا چوبی باقی مانده‌است (از زمان اورارتو تاکنون) که توسط آن کره نیز بدست می‌آمد و از آن کشک خشک و غیره نیز تهیه می‌شد. پنیر ارمنی نیز دارای اهمیت و رواج خاصی بوده‌است و پژوهشهای باستان‌شناسی نشان می‌دهد که پنیر را از زمان اورارتو در ظرف سفالی نگهداری می‌کردند.

## غذاهای تهیه شده از حبوبات
- «مِشوش» (به لاتین: meshosh)، غذایی که از عدس، کدو، لوبیا و چغندر تهیه می وشد.
- بورانی، ارمنی‌ها انواع مختلف بورانی درست می‌کنند. در بورانی تهیه شده از گوشت، سبزیجات، سبزیجات و غلات و حبوبات، و ماست استفاده می‌کنند.
- «کِلِکیوش» (به زبان ارمنی: Քելեկյոշ، به لاتین: Kelekyosh))، تهیه شده از لواش خشک، عدس آب پزشده و کشک داغ با پیاز سرخ شده و گیاهان خوراکی مانند (نعنا، کاکوتی، نعنای فلفلی).
- آش شیرین، «آنوش آپور»، غذای مخصوص عید پاک می‌باشد. آش شیرین که تهیه شده از حبوبات با میوه‌های خشک و گردو و کمی عسل.
- «قاپاما» (به لاتین: Ghapama)، قاپاما غذایی ارمنی است که در تعطیلات و اعیاد مختلف خورده می‌شود. برای درست کردن این غذا بعد از شستن کدو قسمت بالای آن را مثل درپوش بریده و داخل آن را خالی می‌کنند. برای پر کردن داخل این کدو از میوه‌های خشکی مثل سیب، آلو، زغال اخته، زردآلو، کشمش و همچنین برنج استفاده می‌شود. بعد از پر کردن کدو آن را در فر می‌گذارند تا زمانی که کدو نرم شود. در هنگام خوردن غذا روی آن شیر یا عسل ریخته می‌شود.[۱]

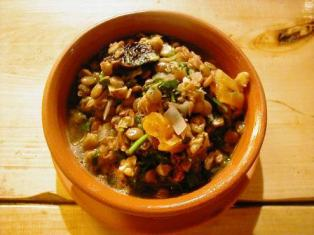
مِشوش
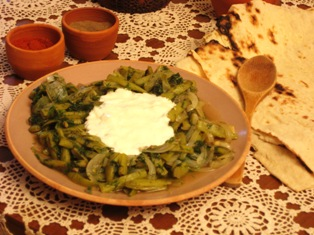
بورانی،تهیه شده از لوبیا سبز و ماست.
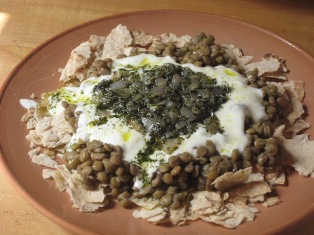
کِلِکیوش
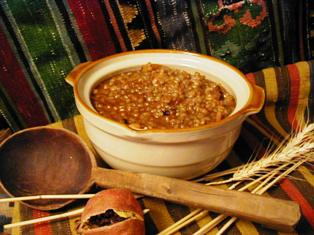
آنوش آپور
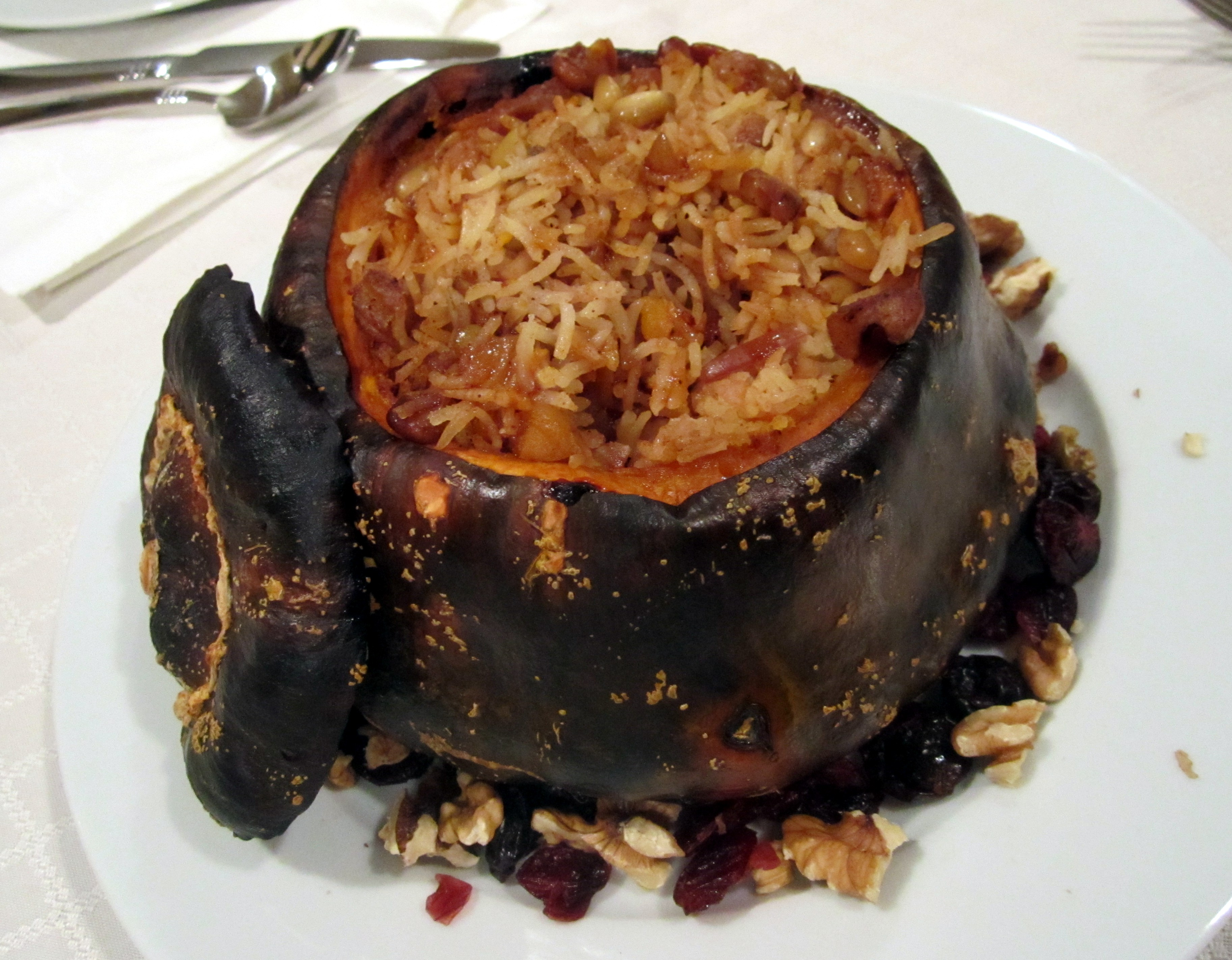
قاپاما

## میوه‌ها و سبزی‌های صحرایی

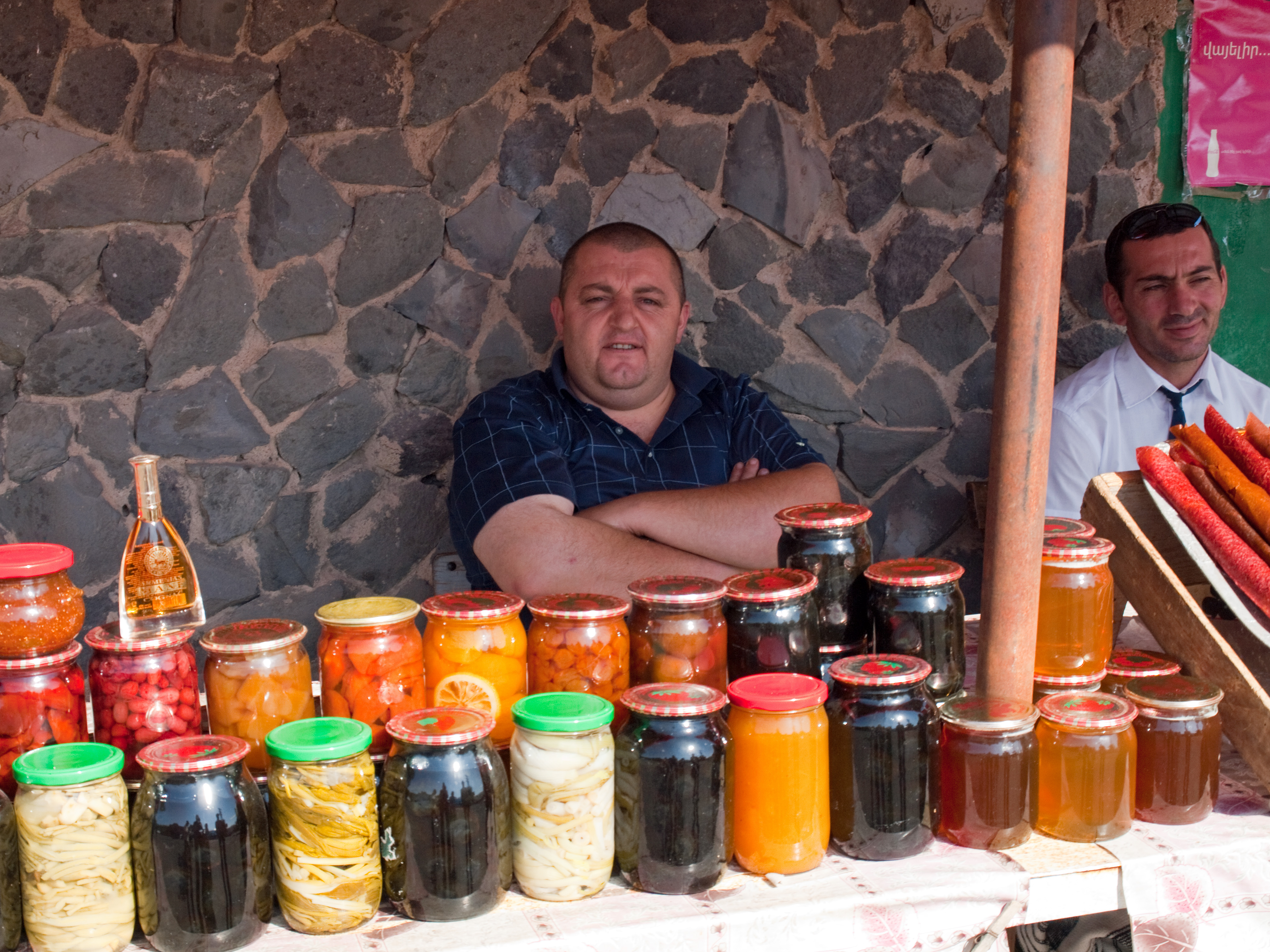
فروش مربا و ترشی‌جات در ارمنستان

در ارمنستان انواع میوه و باغهای بزرگی شامل زردآلو، هلو، بادام، به، گیلاس، سیب، گلابی، آلبالو، گوجه و غیره وجود داشته و دارد. در کنار مواد غذایی که ارمنیان خود اقدام به تهیه آن‌ها می‌کردند سبزی‌های صحرائی نیز مورد توجه قرار داشت.
زردآلو، به عقیدهٔ دانشمندان اولین جایی در جهان که میوهٔ زردآلو در آن پیدا شده در واقع کشور ارمنستان بوده؛ یعنی، موطن اصلی این میوه را ارمنستان می‌دانند. ارمنیان این میوه را «دزیران» می‌نامند.
تمشک ارمنی، این گیاه بومی کشور ارمنستان و جنوب غربی آسیا و همچنین شمال ایران می‌باشد. این گونه گیاهی تمشک در سال ۱۸۳۵ میلادی به اروپا و در سال ۱۸۸۵ میلادی به کشور استرالیا و قاره آمریکای شمالی معرفی شد.
- انواع مربا

مربای توت فرنگی، مربای اخته زغال، مربای شاه توت، آلبالو، گیلاس، زردآلو، گل سرخ، مربای کدو، گردو، بادنجان، خربزه، به و غیره

## ماهی ارمنی
غذاهای تهیه شده از ماهی:

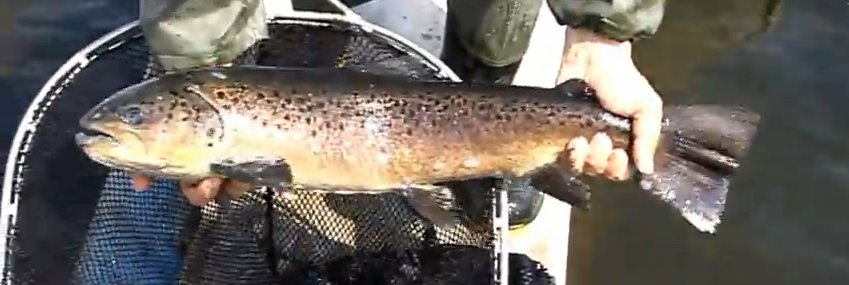
ماهی ایشخان

«ماهی ایشخان آب‌پز، آبگوشت ماهی، انواع غذاهای ماهی ایشخان، ماهی سرخ کرده، کباب ماهی و غیره.»
- «ماهی ایشخان»، ماهی قزل‌آلای مشهوری به نام ایشخان (شاهزاده) بومی دریاچه سوان است.
- آزادماهی چشمه‌ای، ماهی که در دریاچه سوان زندگی می‌کند.
- ماهی ارمنی به نام «کارمراخایت» (به لاتین karmrakhayt)، نوعی از ماهی قزل آلا، که در شهر استان شیراک موجود است.
- «ماهی کوغاک» (به لاتین: koġak)، ماهی بومی در دریاچه سوان از خانواده کپور، می‌باشد.

## سالادهای ارمنی
- انواع مختلف سالاد شامل:

«سالاد ارمنی، سالاد ایروان، سالاد فصل، سالاد گیومری، سالاد بادنجان، سالاد لوبیای سبز و گردو، سالاد سیب زمینی، سالاد خیار و گوجه فرنگی، سالاد لوبیا قرمز، سالاد باقلای سبز، انواع سالاد سبزی‌های صحرائی، سالاد خرفه و غیره.»
- انواع غذاهای سرد شامل:

«پوره لوبیای قرمز، لوبیای سفید و بادام، نخود، دلمه نخود، مرغ آب‌پز، گوشت گوسفند آب‌پز، زبان آب‌پز و غیره.»

## نوشیدنی‌های ارمنی
در ارمنستان از زمان‌های باستان تهیه انواع نوشیدنی‌ها رایج بوده‌است. از جمله آبجو دارای اهمیت شایان ذکر است. در کارمیربلور ظروف بلندی که در انتهای آن‌ها حفره‌هایی تعبیه شده بدست آمده‌است و در داخل آن‌ها آبجو تهیه می‌شد. از ارزن نیز آبجو تهیه می‌شد. توأم با تهیه آبجو، انواع عرق و شراب نیز به علت وجود فراوان درختان تاک فراهم می‌آمد. انگور ارمنی انواع گوناگونی دارد و برخی از آن‌ها از زمان اورارتو تاکنون رواج دارند مانند (وسکه هات و هاچاباش).
از همان دوران کهن در ارمنستان روغن کنجد تهیه می‌شد؛ و از زمان اورارتو تا سده بیستم فن و صنعت تهیه روغن گنجد تقریباً بدون تغییر باقی مانده‌است. ارمنیان به ویژه در نواحی روستایی از انگور انواع دوشاب‌ها (شیره) و کشمش‌ها تهیه می‌کردند و در فصل سرمای زمستان می‌خوردند.

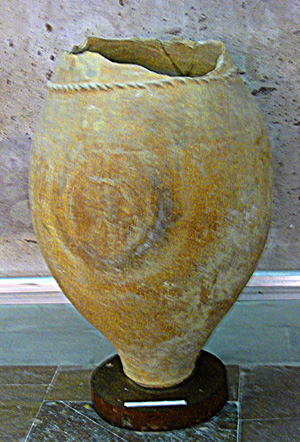
خمره یافت شده در کارمیربلور، متعلق به دوران اورارتو برای ساخت شراب
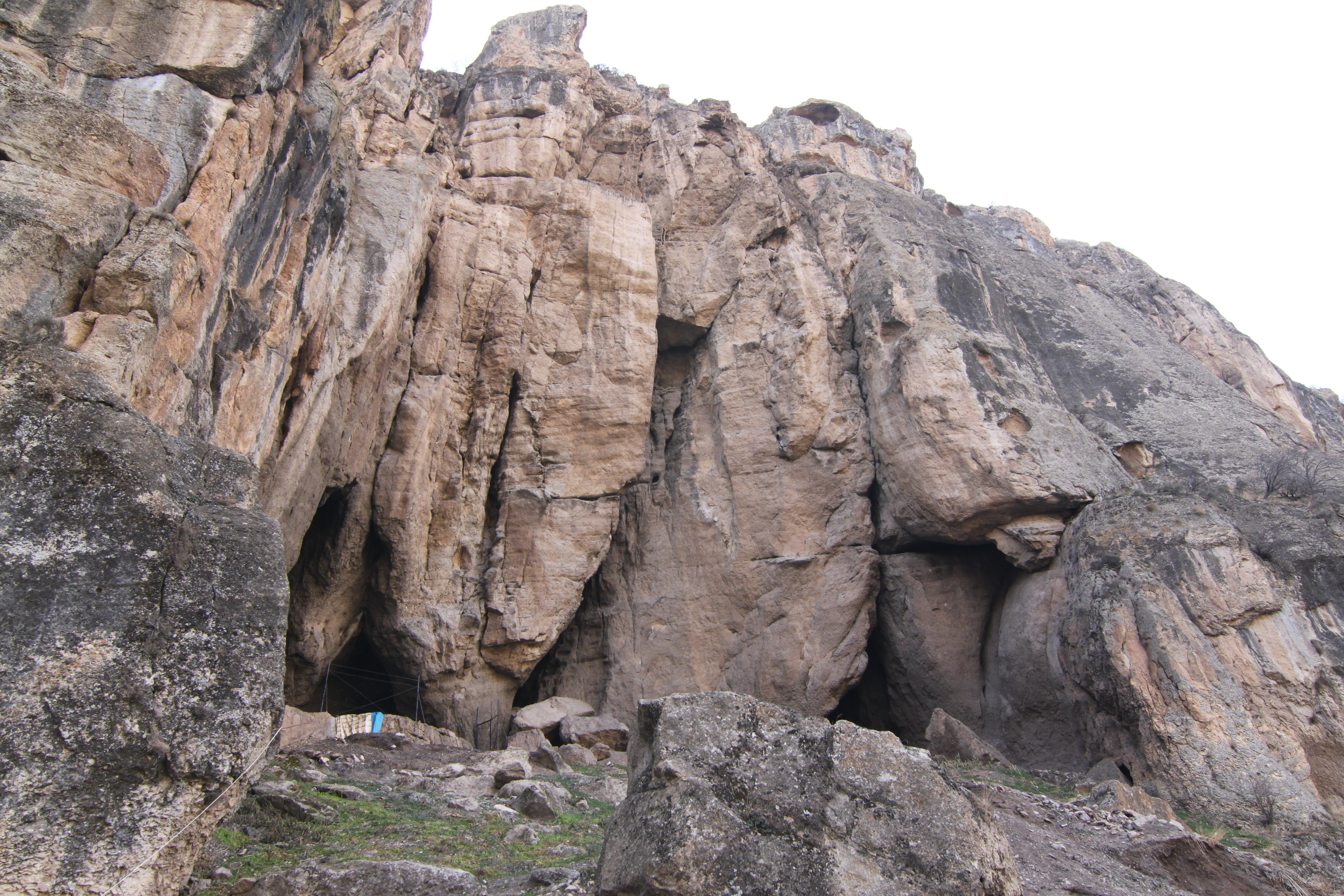
غار آرنی-۱،کارخانه شراب‌سازی متعلق به ۶۰۰۰ سال پیش کشف شده در روستای آرنی
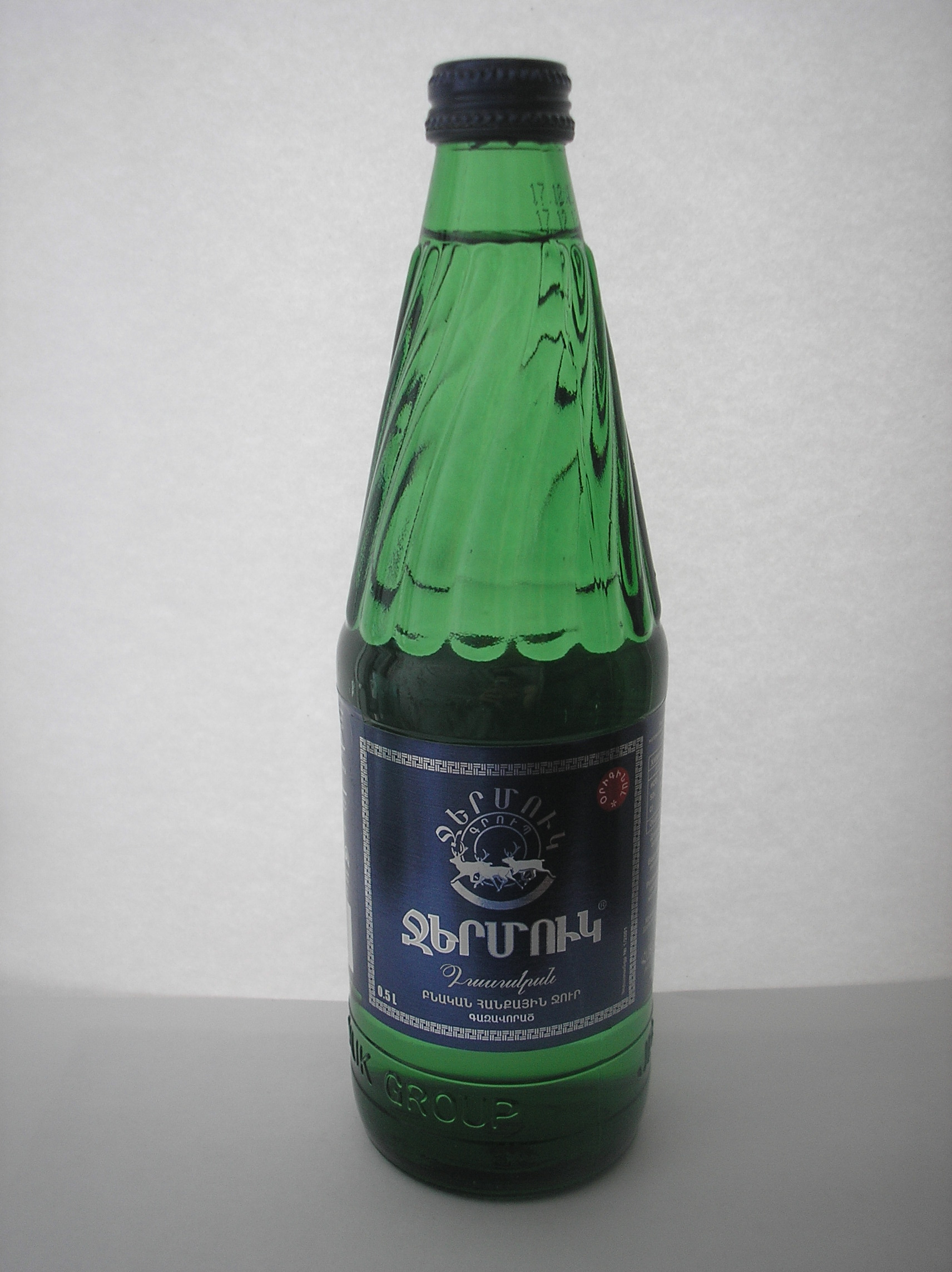
آب معدنی جرموک